# 신일용 (육상 선수)
신일용(申一龍, 1979년 2월 17일~)은 대한민국의 육상 선수로 종목은 경보이다. 2000년과 2004년 하계 올림픽에 대한민국 국가대표로 참가했다.